# 石元麟
石元麟（1546年—？），字君定，號肖東，直隸鎮江府丹陽縣軍籍雲南永昌府人，明朝政治人物。

## 生平
隆慶四年（1570年）庚午科雲南鄉試第四十名，萬曆二年（1574年）甲戌科會試第一百八十九名，登二甲第二十名進士。授陕西華州知州。八年谪貴州都司經歷。

## 家族
曾祖石文貴，壽官；祖父石仲禮，壽官；父石雷，曾任通判。母趙氏。具庆下。